# Surinaamse parlementsverkiezingen 1870
De Surinaamse parlementsverkiezingen in 1870 vonden plaats in maart en april van dat jaar. 
Er konden drie leden voor de Koloniale Staten gekozen worden in verband met het periodiek aftreden van N.T.A. Arlaud, D. Benjamins en G.J.A. Bosch Reitz.
| Kandidaat                                              | Stemmen in de eerste ronde | Stemmen in de tweede ronde | resultaat |
| ------------------------------------------------------ | -------------------------- | -------------------------- | --------- |
| D. Benjamins                                           | 115                        | -                          | gekozen   |
| G.J.A. Bosch Reitz                                     | 109                        | -                          | gekozen   |
| N.T.A. Arlaud                                          | 68                         | 111                        | gekozen   |
| A.H. de Granada                                        | 55                         | 49                         | x         |
| A.J. da Costa                                          | 36                         | -                          | x         |
| S. van Praag                                           | 17                         | -                          | x         |
| E. Soesman                                             | 17                         | -                          | x         |
| M.S. van Praag                                         | 11                         | -                          | x         |
| J. de Jong                                             | 10                         | -                          | x         |
| ruim twintig andere personen met minder dan 10 stemmen |                            |                            |           |

Bij deze verkiezingen mochten alleen mannen die aan bepaalde voorwaarden voldeden (censuskiesrecht) stemmen. Bij de eerste ronde waren er 159 geldig uitgebrachte stembiljetten waarbij een kiezer voor meer dan een kandidaat kon stemmen. Er waren drie zetels te verdelen en om in de eerste ronde gekozen te kunnen worden had een kandidaat de volstrekte meerderheid nodig (minstens 80 stemmen). Twee kandidaten voldeden aan die voorwaarde. Bij de 'herstemming' met de twee overgebleven kandidaten kreeg Arlaud de meeste stemmen zodat hij verkozen werd tot Statenlid.
Met ingang van het nieuwe zittingsjaar op 10 mei 1870 (2e dinsdag van mei) had de Koloniale Staten de volgende dertien leden:
| Naam                       | Gepland jaar van aftreding | Bijzonderheden                                                               |
| -------------------------- | -------------------------- | ---------------------------------------------------------------------------- |
| J. Mauritsz Ganderheyden*  | 1871                       | voorzitter                                                                   |
| G.J.A. Bosch Reitz         | 1876                       | vicevoorzitter                                                               |
| S.B. de Mesquita*          | 1871                       | in 1871 werden Ph.H. Verbeek*, J.A.T. Cohen Stuart* en W.E. Ruhmann* benoemd |
| C.J. Heylidy*              | 1871                       | in 1871 werden Ph.H. Verbeek*, J.A.T. Cohen Stuart* en W.E. Ruhmann* benoemd |
| J.B. Vos*                  | 1871                       | in 1871 werden Ph.H. Verbeek*, J.A.T. Cohen Stuart* en W.E. Ruhmann* benoemd |
| F.H. van Affelen van Oorde | 1872                       |                                                                              |
| E.F.L. Mollinger           | 1872                       |                                                                              |
| J.V. Bouguenon             | 1872                       | in oktober 1871 opgevolgd door J.C. Muller Az.                               |
| F. Carstairs               | 1874                       |                                                                              |
| B.E. Colaço Belmonte       | 1874                       |                                                                              |
| A.J. van Emden             | 1874                       |                                                                              |
| N.T.A. Arlaud              | 1876                       |                                                                              |
| D. Benjamins               | 1876                       |                                                                              |

* = benoemd door de gouverneur